# Thimphu
Thimphu er hovedstaden i det asiatiske land Bhutan, og er med sine 114.551(2017)indbyggere også landets største by.
Byen er samtidig hovedstad i et distrikt af samme navn.
| Vejr for Thimphu, Bhutan                       | Vejr for Thimphu, Bhutan | Vejr for Thimphu, Bhutan | Vejr for Thimphu, Bhutan | Vejr for Thimphu, Bhutan | Vejr for Thimphu, Bhutan | Vejr for Thimphu, Bhutan | Vejr for Thimphu, Bhutan | Vejr for Thimphu, Bhutan | Vejr for Thimphu, Bhutan | Vejr for Thimphu, Bhutan | Vejr for Thimphu, Bhutan | Vejr for Thimphu, Bhutan | Vejr for Thimphu, Bhutan |
|                                                | Jan                      | Feb                      | Mar                      | Apr                      | Maj                      | Jun                      | Jul                      | Aug                      | Sep                      | Okt                      | Nov                      | Dec                      | År                       |
| ---------------------------------------------- | ------------------------ | ------------------------ | ------------------------ | ------------------------ | ------------------------ | ------------------------ | ------------------------ | ------------------------ | ------------------------ | ------------------------ | ------------------------ | ------------------------ | ------------------------ |
| Gennemsnitlig maks °C                          | 12,3                     | 14,4                     | 16,4                     | 20                       | 22,5                     | 24,4                     | 24,9                     | 25                       | 23,1                     | 21,9                     | 17,9                     | 14,5                     | 19,78                    |
| Gennemsnitlig °C                               | 4,9                      | 7,5                      | 10,2                     | 13,6                     | 17,8                     | 19,8                     | 20,2                     | 20,4                     | 19,1                     | 16,2                     | 11,5                     | 6,7                      | 13,6                     |
| Gennemsnitlig min °C                           | −2,6                     | 0,6                      | 3,9                      | 7,1                      | 13,1                     | 15,2                     | 15,4                     | 15,8                     | 15                       | 10,4                     | 5                        | −1,1                     | 8                        |
| Gennemsnitlig nedbør mm                        | 25                       | 33                       | 31                       | 58                       | 122                      | 246                      | 373                      | 345                      | 155                      | 38                       | 8                        | 13                       | 1,427                    |
| Kilde (2016): Kilde: Weatherbase.com (engelsk) |                          |                          |                          |                          |                          |                          |                          |                          |                          |                          |                          |                          |                          |